# Germania

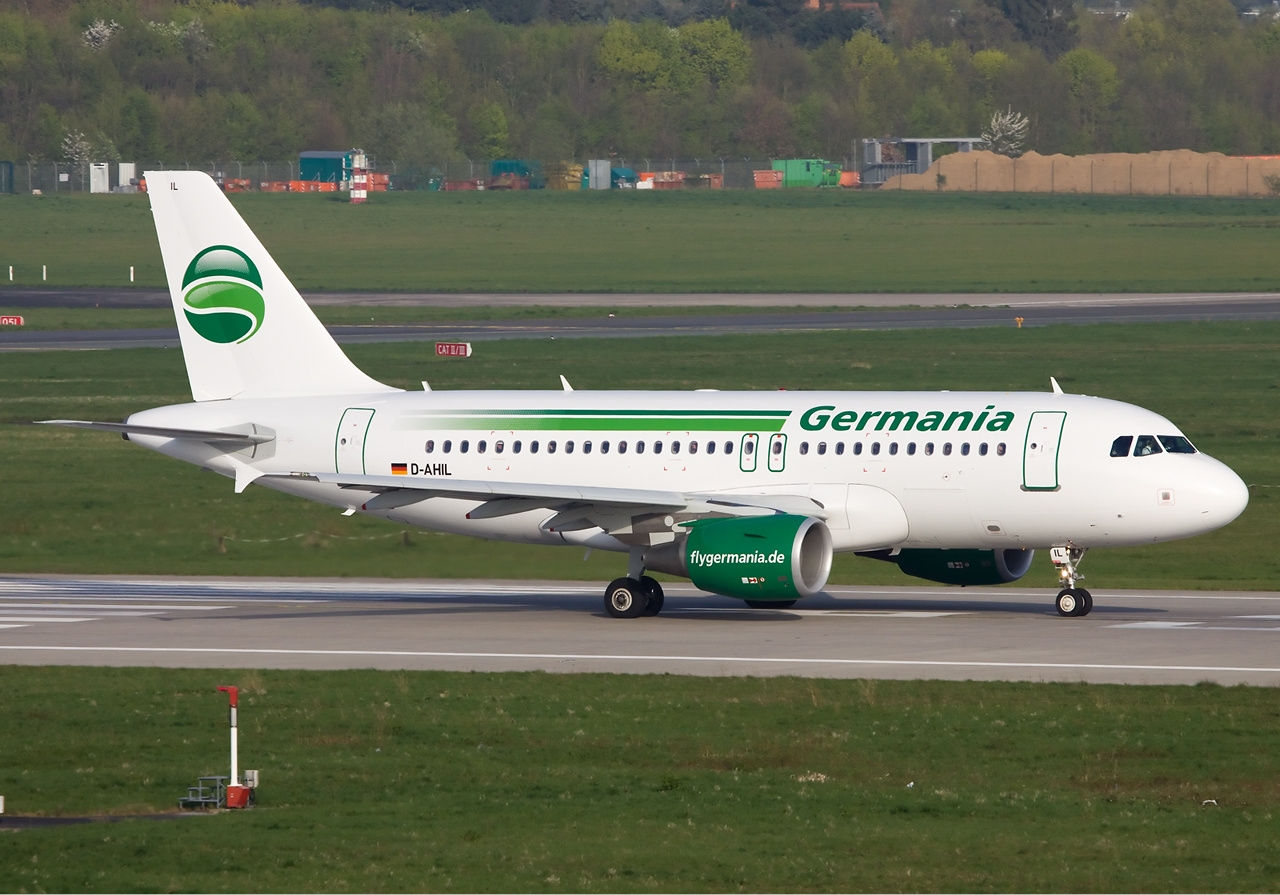
Germania Airbus A319

Germania (юридична назва — Germania Fluggesellschaft GmbH) — колишня німецька приватна авіакомпанія зі штаб-квартирою в Берліні. Оголосило банкрутство 4 лютого 2019 року і припинила свою діяльність 5 лютого 2019 року

## Маршрутна мережа
Станом на липень 2015 року, «Germania» виконує рейси у Велику Британію, Іспанію, Туніс, Марокко, Грецію, Туреччину, Кіпр, Болгарію, Македонію, Ізраїль, Єгипет, Ірак, Іран, Швецію, Австрію та Румунію.

## Флот
На липень 2015 середній вік авіапарку складав 11.3 років.